# Pločica
Pločica (cyr. Плочица) – wieś w Serbii, w Wojwodinie, w okręgu południowobanackim, w gminie Kovin. W 2011 roku liczyła 1794 mieszkańców.